# Asbecke (Schattbach)
Die Asbecke, auch Laerholzbach genannt, ist ein Fließgewässer im Bochumer Stadtteil Querenburg und ein südwestlicher und rechter Zufluss des Schattbachs.

## Verlauf
Das Quellgebiet der Asbecke liegt östlich des Sportplatzes von TUS Querenburg 1890. Sie fließt durch das Tal des Waldgebiets Laerholz zwischen den Stadtteilen Querenburg und Laerheide nach Osten hin ab, unterquert dabei im Bereich der Hustadt einen verkehrsberuhigten Abschnitt der Eulenbaumstraße und fließt dann später entlang der Straße Asbeck weiter. Sie mündet östlich von Haus Laer an der Kreuzung von Schattbachstraße und Am Palmberg von rechts in den Schattbach. Sie ist größtenteils verrohrt.